# Марија Фореску
Марија Фореску (15. јануар 1875 – 28. октобар 1947) била је румунска оперска певачица и филмска глумица рођена у Аустроугарској монархији. Током немачке ере кинематографије, појавила се у неколико филмова као споредна глумица. Када је Адолф Хитлер дошао на власт, Форескуовој је, као и другим Јеврејима из тог периода, било забрањено бављење професијом. Живећи тајни живот, ван очију јавности, током каснијих година Другог светског рата, преживела је сам рат и Холокауст. Преминула је 1947. године у Источном Берлину.

## Биографија
Рођена је као Марија Филенбаум  15. јануара 1875. у Черновцима, Аустроугарска монархија. Похађала је интернат у Паризу. Студирала је певање, музику и драму на Прашком конзерваторијуму. На прелазу из 19. у 20. век дебитовала је као оперска певачица и убрзо је постала позната чланица реномираног бечког позоришта Карл. Наступила је и на неколико турнеја које је позориште организовало широм Европе. Затим је отишла у Берлин, где је наступала у позоришту Запада, позоришту Оперете и позоришту Метрополитен.
На филму је дебитовала 1911. године у филму Дужност (нем. Die Pfilicht) у режији Чарлса Паулуса.  Напустила је певање 1915. како би фокус усмерила на своју филмску глумачку каријеру. Углавном се појављивала као споредна глумица. Глумила је у неколико филмова свог пријатеља Харија Пила. Играла је Јелину у крими филму Марица .  Најпопуларнији филмови у којима је глумила Марија Фореску били су Између ноћи и зоре у режији Герхарда Лампрехта и у филму Дантон у режији Ханса Берендта (оба из 1931. године) Такође је глумила и у немом филму Женска кућа Бреше из 1920. године.  Филм је одбио Британски одбор за класификацију филмова . 
Након снимања филма Прво право детета (режију потписује Фриц Вендхаузен), њена каријера је прекинута новим законима које је донела нацистичка партија Немачке . Она је била лишена достојанственог живота и било јој је забрањено да се бави било каквим професионалним активностима. После протеривања и растуће мржње према Јеврејима, склонила се са Маријођ Хиршбург у Берлин-Вилмерсдорфу. Умрла је 1947. у Берлин-Мигелхајму .  Током своје каријере глумила је у око 160 филмова.